# Holger Topp Pedersen
Holger Topp Pedersen, född 13 oktober 1868 i Odense, död där 5 januari 1938 var en dansk landskapsmålare.

## Biografi
Topp Pedersen föddes som son till köpmanen Anders Christian Pedersen och hans hustru Mariane Elise Topp. Han utbildade sig till målare på Odense Tekniske Skole och flyttade till Köpenhamn år 1884. Mellan 1886 och 1891 studerade han på Det Kongelige Danske Kunstakademi. Han debuterade på vårutställningen på Charlottenborg 1890 och ställde ut där även 1891 och 1894.
Topp Pedersen uppehöll sig i New York i USA 1895–1896, och reste runt i Sverige vid flera tillfällen 1897–1912. Under  vinterhalvåren 1896–1935 undervisade han i teckning på Odense Tekniske Skole. Han gifte sig i Odense den 2 maj 1901 med Rosa Christine Samuelsen.

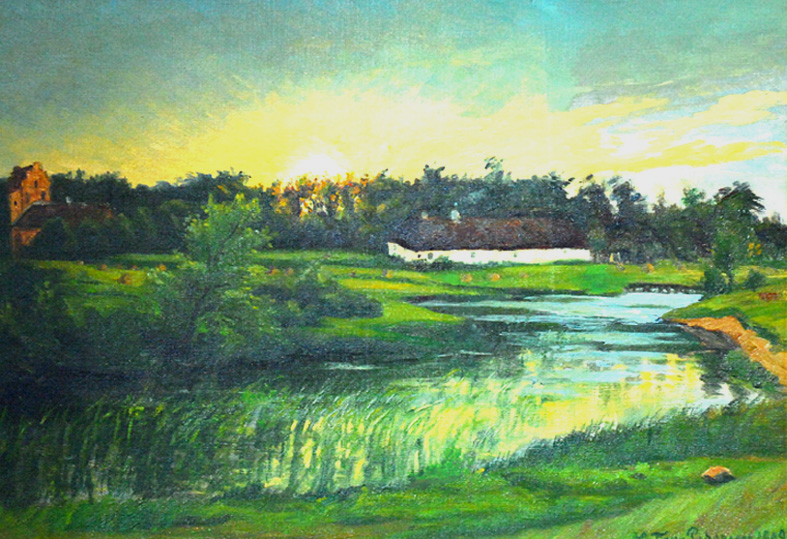
Danskt landskap, olja på pannå, 1909.

Topp Pedersen målade främst naturtrogna landskaps- och strandmotiv och stämningen i hans tavlor har jämförts med stämningen i Vilhelm Kyhns verk. Han är representerad på Københavns Museum och Fyns Kunstmuseum.